# Processo di Buchenwald

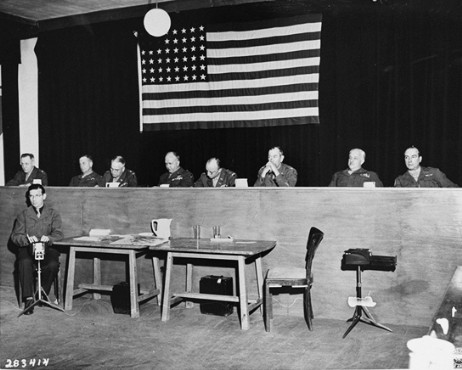
Gli otto ufficiali americani del tribunale militare statunitense al processo di Buchenwald. Da sinistra a destra: Ten. Col. Morris, Col. Robertson, Col. Ackerman, Gen. Kiel, Ten. Col. Dwinell, Col. Pierce, Col. Dunning e Ten. Col. Walker.

Il processo di Buchenwald (ufficialmente indicato come United States of America vs Josias Prince zu Waldeck et al. – Case 000-50-9) fu un processo per crimini di guerra condotto dall'esercito degli Stati Uniti in qualità di corte marziale a Dachau, allora parte della zona di occupazione statunitense. Si è svolto dall'11 aprile al 14 agosto 1947 nel campo di Dachau, dove era stato situato l'ex campo di concentramento di Dachau fino alla fine di aprile 1945. In questo processo, 31 persone furono incriminate, tutte condannate per i crimini di guerra legati al campo di concentramento di Buchenwald ed ai suoi campi satellite. Il processo di Buchenwald faceva parte dei processi di Dachau, che si svolsero tra il 1945 e il 1948.

## Contesto storico
(Peter Zenkl, ex detenuto di Buchenwald, Testimonianza al processo di Buchenwald dalla metà di aprile 1947.)

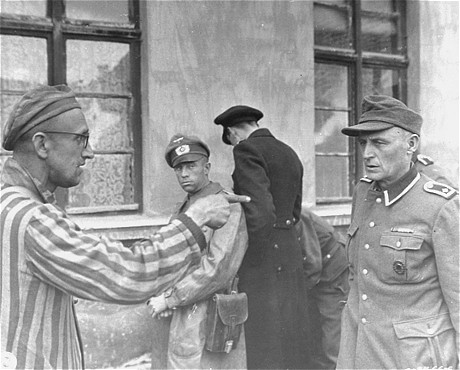
Una guardia SS che avrebbe abusato dei prigionieri identificata il 14 aprile 1945 da un ex prigioniero sovietico a Buchenwald.

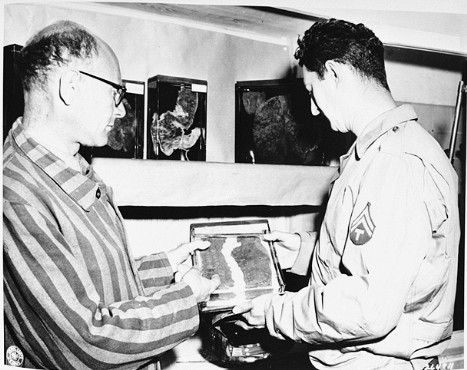
Il 27 maggio 1945, un ex detenuto di Buchenwald mostra al soldato americano Jack Levine un contenitore con gli organi che i medici nazisti hanno rimosso ai detenuti del campo.

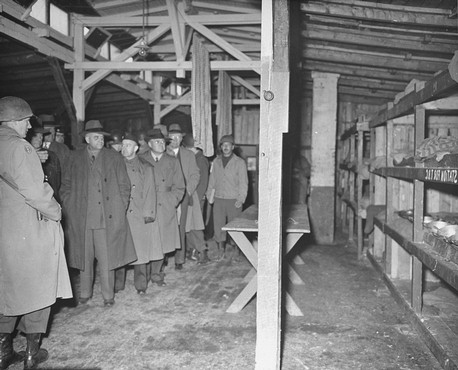
I membri della commissione del Congresso degli Stati Uniti che indaga sulle atrocità naziste visitano una baracca dei prigionieri del campo di concentramento di Buchenwald, appena liberato.

Quando le truppe americane raggiunsero i campi di concentramento del Reich tedesco, nelle fasi finali della seconda guerra mondiale, erano impreparate ad affrontare le atrocità trovate nei campi di concentramento, a volte anche nel bel mezzo delle ostilità. La cura dei Muselmänner, per lo più emaciati e molto malati, e la sepoltura delle migliaia di prigionieri morti per fame o per le fucilazioni durante le marce della morte, rappresentarono un compito difficile per l'esercito degli Stati Uniti.
Già prima della liberazione del campo di concentramento di Buchenwald avvenuta l'11 aprile 1945, i soldati statunitensi avevano scattato delle fotografie dopo la cattura del campo di lavoro di Ohrdruf, un sottocampo di Buchenwald, che illustravano le orribili circostanze dell'evacuazione del campo. Il 12 aprile 1945, Dwight D. Eisenhower, comandante supremo delle forze alleate, visitò il campo di Ohrdruf e, a causa delle terribili condizioni del campo, chiese ai politici americani e britannici, ai rappresentanti delle Nazioni Unite e alla stampa statunitense di visitare il campo. Il 16 aprile 1945, 1 000 persone provenienti da Weimar, sotto il comando americano, furono incaricate di visitare il campo di Buchenwald dove poterono vedere quanto rimasto delle tracce delle morti di massa. I residenti nelle vicinanze del campo dovettero seppellire le vittime delle marce della morte.
In questo contesto, nell'ambito del programma statunitense War Crimes Trial Program (un programma statunitense per l'instaurazione di standard legali e di un sistema giudiziario per perseguire i crimini di guerra tedeschi), gli investigatori americani iniziarono le indagini per identificare i responsabili di questi crimini. Diversi responsabili furono catturati ed internati, compreso Hermann Pister, ultimo comandante del campo di Buchenwald, fu arrestato nel giugno 1945 a Monaco di Baviera. Il personale del comando fu internato in un campo di prigionieri di guerra a Bad Aibling e fu interrogato dal Counter Intelligence Corps nel 1945, poco dopo la fine della guerra.
Furono interrogati almeno 450 ex detenuti di Buchenwald in qualità di testimoni, tra cui Hermann Brill, e furono sequestrati due camion carichi di documenti del comandante del campo, poi sfruttati come prove. In base ai protocolli EAC di Londra, il 1º luglio 1945 l'esercito americano in Turingia consegnava il materiale documentario raccolto all'Amministrazione militare sovietica in Germania (SMAD). Dopo le indagini preliminari nei confronti di più di 6 000 persone, furono arrestati circa 250 sospetti entro l'autunno del 1945. Tuttavia, spesso i testimoni non erano più disponibili per l'identificazione o le fotografie incriminanti non venivano attribuite correttamente, anche alcuni sospetti riuscirono a fuggire.
Poiché l'Unione Sovietica aveva il maggior numero di vittime da piangere nel campo di concentramento di Buchenwald rispetto alle altre nazioni colpite (circa 15.000), altri sospetti si trovavano presumibilmente nella zona di occupazione sovietica o vi erano in custodia e il campo si trovava ora anche nella zona di occupazione sovietica, il governo militare americano in Germania (OMGUS) considerò di lasciare il procedimento all'Unione Sovietica. Il 9 novembre 1945, il vice governatore militare Lucius D. Clay presentò una proposta al capo dell'amministrazione militare sovietica in Germania, Vasilij Sokolovskij, per affidare il processo di Buchenwald al governo sovietico. Dopo lunghe trattative ed un'ispezione esitante dei fascicoli investigativi, la parte sovietica ha espresso interesse per il procedimento solo per quanto riguarda l'eccidio di massa a Gardelegen, dove 1000 prigionieri di un trasporto di evacuazione morirono bruciati vivi nel fienile del campo di Isenschnibber. Dopo il passaggio alle autorità militari sovietiche delle indagini sui 22 imputati e del materiale investigativo, si è convenuto di seguire la stessa procedura per gli imputati nel campo di concentramento di Buchenwald e Mittelbau-Dora, prima ex magazzino centrale di Buchenwald e poi dall'ottobre 1944 campo di concentramento indipendente.
Il 3 settembre 1946 fu la data decisa per il trasferimento dei detenuti e per le numerose prove relative a Buchenwald e Mittelbau; tuttavia, nessun rappresentante dell'amministrazione militare sovietica si è presentato al punto di incontro nella zona di confine. Dopo 14 ore di attesa, i prigionieri e le prove furono riportati al campo di Dachau. I sovietici potrebbero non aver accettato l'offerta perché usarono il campo di concentramento come "Campo speciale numero 2" e potrebbero aver temuto di subire loro stessi delle accuse per crimini di guerra.
Le trattative private sulla competenza del procedimento di Buchenwald sono sorte a causa del notevole ritardo delle critiche internazionali. In particolare, la Commissione per i crimini di guerra delle Nazioni Unite, una Commissione degli Stati alleati per perseguire i crimini di guerra commessi dalle potenze dell'Asse, chiese già all'inizio del 1946 l'attuazione del processo di Buchenwald dinanzi a un tribunale internazionale. Dopo che le autorità militari sovietiche non hanno mostrato particolare interesse, le autorità giudiziarie francesi e belghe hanno annunciato la loro disponibilità nello svolgere il processo. Questa opzione è stata respinta dalle autorità statunitensi visto l'immenso lavoro di traduzione che avrebbero dovuto svolgere. L'investigatore capo dell'esercito statunitense impose quindi l'inizio del processo, alla fine di dicembre 1946 la preparazione per il processo era completata.

## Procedimento e basi giuridiche
La maggior parte degli incriminati erano membri del personale del campo, oltre questi fu incriminato anche il capo delle SS e della polizia Giosea di Waldeck e Pyrmont, perché il campo di concentramento di Buchenwald era sotto la sua giurisdizione. Furono incriminati anche il comandante del campo, Hermann Pister, membro del personale di comando, nonché la vedova del primo comandante, Ilse Koch. In più furono processati anche tre medici del campo e il capo ufficiale medico delle SS. Alla fine furono processati anche dei capi di blocco, comandanti di distaccamento, tre kapo e un impiegato civile.
La base giuridica del processo fu l'«Amministrazione Giudiziaria e Penale» in vigore dal marzo 1947, basata sui decreti del Governo Militare. La legge del Consiglio di controllo n. 10 del 20 dicembre 1945, secondo la quale chiunque fosse stato incriminato per crimini di guerra, crimini contro la pace e crimini contro l'umanità poteva essere condannato, non ha svolto un ruolo significativo in questo processo.
L'atto d'accusa notificato agli imputati all'inizio di marzo 1947, comprendeva due capi d'imputazione principali, riuniti sotto il titolo "Violazione degli usi e delle leggi di guerra". L'accusa riguardava i crimini di guerra commessi a Buchenwald dal 1º settembre 1939 all'8 maggio 1945 contro civili non tedeschi e prigionieri di guerra e nei sottocampi nel periodo. Inizialmente vennero perseguiti solo i crimini contro i cittadini Alleati o dei loro Stati alleati; i crimini commessi dai tedeschi contro vittime tedesche rimasero a lungo impuniti e vennero giudicati dai tribunali tedeschi in un secondo momento.
Gli imputati furono accusati anche di aver progettato un disegno comune e quindi di aver tollerato la partecipazione al sistema delle uccisioni, degli abusi e delle negligenze disumane. Pertanto l'accusa doveva dimostrare che "ciascuno degli imputati era a conoscenza di questo sistema, che sapeva cosa stava accadendo ai prigionieri, e doveva dimostrare di aver partecipato al funzionamento di questo sistema attraverso il suo comportamento, la sua attività, il suo sostegno al funzionamento di questo sistema nel suo luogo di amministrazione, l'organizzazione del campo". Se questa prova veniva fornita, la condanna individuale variava a seconda della natura e della portata della partecipazione. Questo istituto giuridico non era conosciuto nella tradizione giuridica europea.
| Imputato                    | Fotografia | Incarico                                                                      |
| --------------------------- | ---------- | ----------------------------------------------------------------------------- |
| Giosea di Waldeck e Pyrmont |            | Höherer SS- und Polizei führer                                                |
| Hermann Pister              |            | Secondo e ultimo comandante del campo                                         |
| Hans-Theodor Schmidt        |            | Aiutante di Hermann Pister                                                    |
| Ilse Koch                   |            | Moglie del comandante del campo Karl Koch                                     |
| Hermann Hackmann            |            | Aiutante del comandante del campo Karl Koch                                   |
| Wolfgang Otto               |            | capo dell'ufficio postale di Buchenwald                                       |
| Hermann Grossmann           |            | responsabile del magazzino dei campi satellite di Buchenwald                  |
| Max Schobert                |            | capo del campo di custodia protettiva (Schutzhaftlagerführer)                 |
| Hans Merbach                |            | secondo capo del campo di custodia protettiva (zweiter Schutzhaftlagerführer) |
| Hans Eisele                 |            | medico del campo                                                              |
| August Bender               |            | medico del campo                                                              |
| Werner Greunuss             |            | medico del campo di Ohrdruf                                                   |
| Friedrich Karl Wilhelm      |            | Medico delle SS (SS-Sanitätsdienstgrad)                                       |
| Otto Barnewald              |            | direttore amministrativo                                                      |
| Philipp Grimm               |            | supervisore del lavoro                                                        |
| Albert Fredrich Schwartz    |            | supervisore del lavoro                                                        |
| Franz Zinecker              |            | supervisore del lavoro                                                        |
| Richard Köhler              |            | membro del Kommando 99                                                        |
| Josef Kestel                |            | direttore del blocco e leader del Kommando                                    |
| Hubert Krautwurst           |            | capo del Kommando                                                             |
| Gustav Heigel               |            | capo del Kommando e capo dei blocchi di arresto                               |
| Anton Bergmeier             |            | supervisore carcerario interno del campo                                      |
| Herman Helbig               |            | comandante del crematorio (crematorium Kommandoführer)                        |
| Emil Paul Pleissner         |            | comandante del crematorio (crematorium Kommandoführer)                        |
| Guido Reimer                |            | comandante delle SS-Sturmbann                                                 |
| Helmut Roscher              |            | Rapport leader                                                                |
| Arthur Dietzsch             |            | capo infermiere kapo                                                          |
| Hans Wolf                   |            | kapo al magazzino centrale di Tröglitz                                        |
| Edwin Katzenellenbogen      |            | dottore kapo                                                                  |
| Peter Merker                |            | Kommandoführer in Gustloff-Werk II                                            |
| Walter Wendt                |            | responsabile del personale civile in Erla Maschinenwerk                       |

## Svolgimento del processo e sentenza
(Procuratore generale William D. Denson: dichiarazione di apertura dell'11 aprile 1947.)
Il 1º aprile 1947 fu definita la composizione del tribunale militare, il processo iniziò l'11 aprile 1947, esattamente due anni dopo la liberazione del campo di Buchenwald. Gli imputati furono imprigionati anche nell'ex campo di concentramento di Dachau, dove si svolse poi il processo. Il tribunale militare, composto da otto ufficiali statunitensi, era presieduto dal Generale Charles Kiel, mentre il Pubblico Ministero William D. Denson rappresentava l'accusa. La lingua ufficiale del tribunale era l'inglese, con gli interpreti che fornivano la traduzione in tedesco. Durante il procedimento erano presenti i giornalisti della stampa internazionale. Gli avvocati statunitensi o tedeschi erano a disposizione degli imputati. Dopo il discorso di apertura e la lettura dell'atto d'accusa, tutti gli imputati si dichiararono non colpevoli. L'audizione dei testimoni e l'esame delle prove furono seguiti dalle dichiarazioni degli imputati e dal controinterrogatorio.
Sei degli imputati furono accusati dei reati relativi alle marce della morte o alla liquidazione del campo. I medici e il personale sanitario del campo furono accusati di aver maltrattato, trascurato, selezionato e, in alcuni casi, ucciso i prigionieri. Il personale dell'ufficio del comandante fu accusato di essere il principale responsabile delle condizioni di vita catastrofiche del campo e di aver dato vita al sistema di uccisioni e maltrattamenti. I tre kapo, ossia un anziano del campo, un medico dei prigionieri e un'infermiera dei prigionieri, furono tutti accusati di maltrattamento dei prigionieri. Gli imputati cercarono di minimizzare i reati, tre imputati in particolare furono al centro dell'attenzione pubblica nazionale e internazionale:
- Giosea di Waldeck e Pyrmont fu accusato di essere il principale responsabile dell'evacuazione del campo di Buchenwald e delle morti che ne derivarono, per la sua funzione di capo delle SS e della polizia del Distretto di Difesa IX. Affermò di aver visitato Buchenwald circa trenta volte e di essere entrato nel campo di custodia protettiva non più di otto volte. Inoltre, a suo parere, le procedure usate nel campo erano al di fuori della sua area di responsabilità. Ha anche negato di essere a conoscenza degli esperimenti pseudo-medici condotti nel campo di Buchenwald. Il tribunale poté dimostrare che aveva trasferito il suo ufficio da Kassel a Weimar il 31 marzo 1945, dove ricevette un ordine via telefono da Himmler di far procedere all'evacuazione il comandante del campo Pister. Dopo aver trasmesso l'ordine a Pister, lo sostenne nella sua attuazione, almeno dal punto di vista organizzativo, e fu quindi coinvolto nel crimine.[17]
- Hans Merbach fu accusato di oltre 2.000 morti in quanto capo di un treno usato per l'evacuazione di Buchenwald e di aver eseguito o ordinato il maltrattamento e l'uccisione dei detenuti durante l'evacuazione. Nella sua dichiarazione alla corte, Merbach negò di aver maltrattato o ucciso i detenuti. Inoltre, cercò invano di procurare il cibo per i prigionieri durante le varie soste del trasporto. Secondo la sua testimonianza, oltre 400 prigionieri fuggirono durante il trasporto, tra i 400 e i 480 prigionieri morirono per cause naturali e circa 15 prigionieri furono fucilati durante i tentativi di fuga. Incolpò la Deutsche Reichsbahn per l'itinerario del treno e la relativa durata del viaggio di tre settimane.[18]
- Particolare attenzione è stata rivolta all'unica imputata donna, Ilse Koch, all'epoca moglie del comandante del campo, che non ricopriva alcuna posizione ufficiale nel campo. Fu accusata di aver ordinato il maltrattamento dei detenuti e di aver picchiato lei stessa un detenuto. Aveva anche fatto realizzare degli oggetti come copertine di libri e paralumi con la pelle tatuata dei detenuti. La Koch dichiarò di non essere mai entrata nel campo e di non aver mai picchiato alcun detenuto. Non aveva alcuna funzione nel campo di Buchenwald e non era nemmeno autorizzata a dare istruzioni. Dichiarò di aver vissuto negli alloggi delle SS nel campo solo come moglie e madre dei tre figli e di aver denunciato solo due volte i detenuti al comandante per reati minori, senza però considerare le conseguenze. Negò con veemenza di possedere oggetti realizzati con la pelle tatuata dei prigionieri, ma in realtà non è stato possibile dimostrare la sua colpevolezza,[19][20][21] ma il tribunale ha dimostrato che aveva causato almeno una severa punizione dei prigionieri denunciandoli. È stato inoltre dimostrato che aveva maltrattato un prigioniero.

Il 12 agosto 1947, gli imputati ebbero l'ultima possibilità di chiedere le circostanze attenuanti.

### I 31 giudizi in dettaglio
Il verdetto fu annunciato il 14 agosto 1947. Furono emesse ventidue condanne a morte, oltre a cinque ergastoli e altre quattro condanne.
| Imputato                    | Giudizio                                                                                  |
| --------------------------- | ----------------------------------------------------------------------------------------- |
| Giosea di Waldeck e Pyrmont | Condanna all'ergastolo, commutata in 20 anni di reclusione l'8 giugno 1948                |
| Otto Barnewald              | Pena di morte, poi commutata in ergastolo                                                 |
| August Bender               | Condanna a 10 anni di carcere, successivamente commutata in tre anni di reclusione        |
| Anton Bergmeier             | Pena di morte, poi commutata in ergastolo                                                 |
| Arthur Dietzsch             | Condanna a 15 anni di carcere, ridotta retroattivamente a zero anni                       |
| Hans Eisele                 | Pena di morte, successivamente commutata a dieci anni di reclusione                       |
| Werner Greunuss             | Carcere a vita, poi commutato a 20 anni di carcere                                        |
| Philipp Grimm               | Pena di morte, poi commutata in ergastolo                                                 |
| Hermann Grossmann           | Pena di morte, eseguita il 19 novembre 1948                                               |
| Hermann Hackmann            | Pena di morte, poi commutata in ergastolo                                                 |
| Gustav Heigel               | Pena di morte, poi commutata in ergastolo                                                 |
| Hermann Helbig              | Pena di morte, eseguita il 19 novembre 1948                                               |
| Edwin Katzenellenbogen      | Carcere a vita, poi commutato in 15 anni di carcere                                       |
| Josef Kestel                | Pena di morte, eseguita il 19 novembre 1948                                               |
| Ilse Koch                   | Carcere a vita, poi commutato in quattro anni di carcere                                  |
| Richard Köhler              | Pena di morte, eseguita il 26 novembre 1948                                               |
| Hubert Krautwurst           | Pena di morte, eseguita il 26 novembre 1948                                               |
| Hans Merbach                | Pena di morte, eseguita il 14 gennaio 1949                                                |
| Peter Merker                | Pena di morte, poi commutata in 20 anni di reclusione                                     |
| Wolfgang Otto               | Condanna a 20 anni, poi commutata in dieci anni di carcere                                |
| Hermann Pister              | Pena di morte, morto in carcere prima dell'esecuzione della sentenza il 28 settembre 1948 |
| Emil Pleissner              | Pena di morte, eseguita il 26 novembre 1948                                               |
| Guido Reimer                | Pena di morte, poi commutata in ergastolo                                                 |
| Helmut Roscher              | Pena di morte, poi commutata in ergastolo                                                 |
| Hans-Theodor Schmidt        | Pena di morte, eseguita il 7 giugno 1951                                                  |
| Max Schobert                | Pena di morte, eseguita il 19 novembre 1948                                               |
| Albert Fredrich Schwartz    | Pena di morte, poi commutata in ergastolo                                                 |
| Walter Wendt                | Condanna a 15 anni di carcere, poi commutata in cinque anni di reclusione                 |
| Friedrich Karl Wilhelm      | Pena di morte, eseguita il 26 novembre 1948                                               |
| Hans Wolf                   | Pena di morte, eseguita il 19 novembre 1948                                               |
| Franz Zinecker              | Carcere a vita                                                                            |

## Esecuzione delle sentenze
Dopo la pronuncia delle sentenze, i condannati furono trasferiti nella prigione di Landsberg. Nove delle condanne a morte emesse furono eseguite per impiccagione il 19 e il 26 novembre 1948.
- Hermann Pister morì di infarto prima dell'esecuzione della sentenza, alla fine di settembre 1948.[23]
- La grazia di Hans Merbach fu sostenuta dalla moglie, dai colleghi della Gothaer Versicherung, dai residenti della sua città natale, da alcuni amici e da due avvocati americani, nonché dagli ex testimoni dell'accusa. Ciononostante, la richiesta non fu accolta, in quanto aveva dimostrato di aver commesso degli omicidi, anche se forse non era il principale responsabile delle condizioni catastrofiche del trasporto di evacuazione. Merbach fu giustiziato il 14 gennaio 1949.[24]
- La condanna a morte di Hans-Theodor Schmidt è stata confermata anche dopo diversi procedimenti di revisione e in conclusione è stata oggetto di attenzione a livello nazionale. Nella Repubblica Federale Tedesca, nel 1950 iniziò una campagna mediatica per l'abolizione della pena di morte, alla quale parteciparono anche alti rappresentanti della società e della politica. Il Ministro della Giustizia Thomas Dehler chiese al Presidente federale Theodor Heuss di presentare al generale Thomas T. Handy le richieste di clemenza per Schmidt e Schallermair, condannati a morte in un processo secondario a quello principale di Dachau.[25] Tuttavia, Handy, che aveva commutato undici condanne a morte in pene detentive, respinse la richiesta, nel caso di Schmidt con le seguenti motivazioni:

«Hans Schmidt è stato per certo un aiutante nel campo di concentramento di Buchenwald per circa tre anni. [...] Era responsabile di tutte le esecuzioni dei detenuti del campo, comprese diverse centinaia di prigionieri di guerra che furono uccisi da un'unità speciale, il cosiddetto Kommando 99. Queste esecuzioni avvenivano in una ex stalla per cavalli, che aveva l'aspetto di un ospedale militare. Quando le ignare vittime venivano poste contro un muro, apparentemente per misurarne l'altezza, venivano colpite alla nuca con una potente pistola ad aria compressa nascosta nel muro. A volte venivano uccise in questo modo fino a trenta vittime contemporaneamente. Altre esecuzioni supervisionate dallo stesso Schmidt avvenivano nel crematorio del campo; le vittime venivano appese a ganci da muro e lentamente strangolate a morte. Non trovo alcun motivo di pietà in questo caso».
Schmidt e Schallermair furono giustiziati per impiccagione a Landsberg il 7 giugno 1951, insieme a Oswald Pohl e ad altri quattro criminali che non erano stati graziati. Furono le ultime condanne a morte eseguite in quel luogo.
- Ilse Koch, la cui condanna all'ergastolo è stata commutata in quattro anni di carcere, è stata rilasciata da Landsberg nell'ottobre 1949 per la nascita del suo quarto figlio, avvenuta in carcere il 29 ottobre 1947. Subito dopo il suo rilascio da Landsberg, Koch è stata arrestata dalla polizia della Germania occidentale e condannata all'ergastolo dal tribunale regionale di Augsburg il 15 gennaio 1951 per istigazione all'omicidio e gravi maltrattamenti fisici nei confronti di prigionieri tedeschi. Dopo che i suoi appelli alla clemenza non furono accolti, Ilse Koch morì suicida nel carcere femminile di Aichach il 2 settembre 1967.[30]

Le altre condanne a morte e le pene detentive furono successivamente ridotte in procedimenti di revisione o in seguito a petizioni di clemenza. A metà degli anni '50, quasi tutti i prigionieri condannati nel processo principale di Buchenwald furono rilasciati da Landsberg per buona condotta o per motivi di salute, almeno con la condizionale; tra questi c'era anche Giosea di Waldeck e Pyrmont, rilasciato per motivi di salute già all'inizio di dicembre 1950.

## Effetti
Il processo principale di Buchenwald, come gli altri processi per crimini di guerra, si concentrò inizialmente sulla punizione costituzionale e sull'espiazione dei crimini nazisti. Inoltre, la popolazione doveva essere informata sui crimini commessi dai nazisti e doveva essere sottolineata la natura criminale degli atti di violenza. In più, questi processi dovevano dar vita a un movimento collettivo di riflessione tra la popolazione tedesca, al fine di stabilire una cultura costituzionale e democratica nella società tedesca del dopoguerra.
Il luogo altamente simbolico scelto per il processo di Dachau unito allo shock collettivo per le notizie e i filmati dei crimini commessi nei campi di concentramento ebbero inizialmente un effetto nel primo dopoguerra in Germania in termini di rieducazione, come si può vedere dalle numerose pubblicazioni dei media contemporanei. Hermann Göring e Heinrich Himmler furono presto identificati come i principali responsabili delle atrocità commesse nei campi di concentramento. Questo spostamento di responsabilità comportava il pericolo di imputare la giustizia del vincitore ai gradi inferiori, imputazioni favorite anche dal costrutto giuridico del "disegno comune", la partecipazione condiscendente a un sistema criminale, che era difficilmente comprensibile in Germania e che presupponeva un reato fin dall'inizio anche senza una prova individuale del reato. I tribunali militari americani si sforzarono quindi di provare che gli imputati avevano commesso dei crimini individualmente anche nei processi del campo di concentramento di Dachau.
Allo shock iniziale per le atrocità commesse nei campi di concentramento seguì la solidarietà con i prigionieri di Landsberg da parte di ampi settori della popolazione tedesca nel corso della repressione collettiva. Nel corso della Guerra Fredda gli Alleati occidentali premevano per mantenere la Germania Ovest come alleato, pre questo motivo le successive mitigazioni delle pene e quindi il rilascio anticipato dei prigionieri di Landsberg iniziarono dopo le procedure di revisione. La punizione dei crimini commessi nei campi di concentramento fu quindi spesso ridotta all'assurdo.

## Processi secondari di Buchenwald
Al processo principale di Buchenwald seguirono 24 procedimenti secondari che coinvolsero altri 31 imputati e che si svolsero tra il 27 agosto e il 3 dicembre 1947. Oltre a 28 membri delle SS, furono imputati tre kapo. I procedimenti secondari si basavano sugli stessi principi legali del processo principale di Buchenwald e avevano una forma legale simile. A differenza del processo principale, i procedimenti secondari, in cui per la maggior parte furono processati solo uno o due imputati appartenenti ai ranghi inferiori delle SS, durarono da uno a quattro giorni e riguardavano i maltrattamenti e le uccisioni dei prigionieri alleati commessi nei sottocampi, soprattutto durante le marce della morte. Per molti aspetti, il processo contro Alfred Berger (ufficialmente Alfred Berger et al.) rappresentò un'eccezione, poiché includeva le esecuzioni del "Kommando 99" come oggetto del processo. Inoltre, quest'ultimo processo sussidiario fu diretto contro sei membri della squadra del campo di concentramento di Buchenwald e fu condotto dal 25 novembre al 3 dicembre 1947. In totale, nei processi sussidiari furono emesse sei condanne a morte, quattro condanne all'ergastolo, 15 condanne a tempo e sei assoluzioni. Dopo la pronuncia delle sentenze, i condannati furono trasferiti nella prigione di Landsberg. Delle condanne a morte pronunciate, solo quella contro Adam Ankenbrand fu eseguita per impiccagione a Landsberg il 19 novembre 1948. Le altre condanne a morte e le pene detentive furono ridotte nei procedimenti di revisione o in seguito a petizioni di clemenza, come nel caso dei condannati del processo principale, e i prigionieri furono rilasciati entro la metà degli anni Cinquanta.
Due procedimenti secondari meritano particolare attenzione: in primo luogo, il procedimento contro Victor Hancharenko, un ex soldato dell'Armata Rossa prigioniero di guerra tedesco nel 1942. Dopo l'internamento in un campo per prigionieri di guerra in Estonia, Hancharenko fu trasferito nel campo di Buchenwald nel maggio 1944 e assegnato alla squadra di guardia come membro delle SS ucraine. I testimoni lo accusarono di aver ucciso dodici detenuti sull'ultimo trasporto di evacuazione che lasciò Buchenwald il 10 aprile 1945. Hantscharenko negò le accuse, affermando che in quel momento stava accompagnando un altro trasporto di evacuazione e che, in quanto membro ucraino delle SS, indossava anche un'uniforme diversa da quella descritta dai testimoni. La corte non prestò attenzione a queste prove, forse anche per il fatto che Hantscharenko parlava solo russo. Condannato all'ergastolo, tentò il suicidio e fu rilasciato sulla parola solo alla fine di ottobre del 1954.
Fu processato anche Heinrich Buuck, che ammise in tribunale di aver ucciso dei prigionieri su ordine durante la marcia di evacuazione dal campo satellite di Sonneberg. Buuck, reo confesso chiaramente identificato dai testimoni, era notevolmente meno abile. Ciononostante, fu condannato a morte. La condanna a morte fu successivamente commutata in detenzione, anche in riferimento alla sua poca abilità, cosa che lo avrebbe reso incapace di opporsi agli ordini di uccidere del suo superiore. Nel procedimento di revisione, Buuck fu rilasciato sulla parola da Landsberg nel 1954.

### I 24 procedimenti e le 31 sentenze in dettaglio
| Processo                                                              | Imputato               | Grado                   | Incarico                                                             | Giudizio                                                                               |
| --------------------------------------------------------------------- | ---------------------- | ----------------------- | -------------------------------------------------------------------- | -------------------------------------------------------------------------------------- |
| United States vs Wilhelm Hinderer et al. – Case 000-Buchenwald-2      | Wilhelm Hinderer       | SS-Mann                 | Attività nel campo satellite di Schönebeck                           | Assoluzione                                                                            |
| United States vs Wilhelm Hinderer et al. – Case 000-Buchenwald-2      | Josef Postl            | SS-Mann                 | Attività nel campo satellite di Schönebeck                           | Assoluzione                                                                            |
| United States vs Ernst Emil Jackobs – Case 000-Buchenwald-3           | Ernst-Emil Jackobs     | SS-Hauptscharführer     | Comandante della Gustloffwerke II                                    | Condanna a 15 anni di carcere                                                          |
| United States vs Alfred Andreas Hoffmann – Case 000-Buchenwald-4      | Alfred Andreas Hofmann | SS-Obersturmführer      | Comandante nel campo di concentramento di Sonneberg                  | Condanna a 5 anni di carcere                                                           |
| United States vs Josef Mueller – Case 000-Buchenwald-5                | Josef Mueller          | Kapo                    | Kapo al comando del crematorio                                       | Pena di morte, poi commutata in ergastolo                                              |
| United States vs Erich Weyrauch – Case 000-Buchenwald-6               | Karl Erich Weyrauch    | SS-Oberscharführer      | Comandante nel campo satellite di Kassel                             | Condanna a 10 anni di carcere, successivamente commutata in quattro anni di reclusione |
| United States vs Heinz Blume – Case 000-Buchenwald-7                  | Heinz Blume            | SS-Oberscharführer      | Comandante nel campo satellite di Meuselwitz                         | Pena di morte, successivamente commutata in tre anni di reclusione                     |
| United States v. Victor Hantscharenko – Case 000-Buchenwald-8         | Victor Hantscharenko   | SS-Mann ucraino         | Guardia del campo di concentramento di Buchenwald                    | Carcere a vita                                                                         |
| United States vs Heinrich Buuck – Case 000-Buchenwald-9               | Heinrich Buuck         | SS-Mann                 | Attività nel campo satellite di Sonneberg                            | Pena di morte, successivamente commutata in 15 anni di reclusione                      |
| United States vs Ignaz Seitz – Case 000-Buchenwald-11                 | Ignaz Seitz            | SS-Sturmmann            | Attività nel campo satellite di Leau                                 | Condanna a dieci anni di carcere                                                       |
| United States vs Ignaz Seitz – Case 000-Buchenwald-11                 | Johannes Volk          | SS-Oberscharführer      | Attività nel campo satellite di Leau                                 | Condanna a dieci anni di carcere                                                       |
| United States vs Alfons Kunikowski – Case 000-Buchenwald-13           | Alfons Kunikowski      | Kapo                    | Anziano del campo nel sottocampo di Buchenwald Laura                 | Condanna a sette anni di carcere                                                       |
| United States vs Max Paul Emil Vogel – Case 000-Buchenwald-14         | Emil Vogel             | SS di grado sconosciuto | Attività nel campo satellite di Bochum                               | Condanna a quattro anni di carcere                                                     |
| United States vs Adam Ankenbrand – Case 000-Buchenwald-17             | Adam Ankenbrand        | SS-Unterscharführer     | Attività nel campo satellite di Schlieben                            | Pena di morte, eseguita il 19 novembre 1948                                            |
| United States vs Friedrich Demmer – Case 000-Buchenwald-20            | Friedrich Demmer       | SS-Unterscharführer     | Attività nel campo satellite di Arolsen                              | Condanna a dieci anni di carcere                                                       |
| United States vs Johann Singer – Case 000-Buchenwald-23               | Johann Singer          | SS di grado sconosciuto | Guardia del campo di concentramento di Buchenwald                    | Assoluzione                                                                            |
| United States vs August Giese – Case 000-Buchenwald-25                | August Giese           | SS di grado sconosciuto | Comandante del sottocampo di Buchenwald Laura                        | Condanna a quattro anni di carcere                                                     |
| United States vs Paul Mueller – Case 000-Buchenwald-26                | Paul Müller            | Kapo                    | Kapo nel sottocampo di Buchenwald a Bochum                           | Condanna a 15 anni di carcere                                                          |
| United States vs Ludwig Fisher – Case 000-Buchenwald-31               | Ludwig Fischer         | SS di grado sconosciuto | Attività nel campo satellite di Ohrdruf                              | Assoluzione                                                                            |
| United States vs Klaus Ferdinand Huels – Case 000-Buchenwald-36       | Klaus Ferdinand Huels  | SS-Stabsscharführer     | Attività nel campo satellite di Langenstein-Zwieberge                | Assoluzione                                                                            |
| United States vs Heinrich Zwickl – Case 000-Buchenwald-37             | Heinrich Zwickl        | SS di grado sconosciuto | Vice comandante delle guardie del sottocampo Zwieberge di Buchenwald | Pena di morte, probabilmente commutata in carcere                                      |
| United States vs Adolf Wuttke – Case 000-Buchenwald-40                | Adolf Wuttke           | SS-Hauptscharführer     | Comandante nel campo satellite di Schönebeck                         | Quattro anni e sei mesi di reclusione                                                  |
| United States vs Josef Schramm – Case 000-Buchenwald-41               | Josef Schramm          | SS-Scharführer          | Capo commando nella cava del campo di concentramento di Buchenwald   | Carcere a vita                                                                         |
| United States vs Otto Krause – Case 000-Buchenwald-42                 | Otto Krause            | SS di grado sconosciuto | Attività nel campo satellite di Magdeburg                            | Condanna a dieci anni di carcere                                                       |
| United States vs Ferdinand Lemke – Case 000-Buchenwald-49             | Ferdinand Lemke        | SS-Oberscharführer      | Attività nel campo di Buchenwald                                     | Assoluzione                                                                            |
| United States vs Werner Alfred Berger et al. – Case 000-Buchenwald-50 | Werner Alfred Berger   | SS-Oberscharführer      | Capo del magazzino nel campo di concentramento di Buchenwald         | Carcere a vita                                                                         |
| United States vs Werner Alfred Berger et al. – Case 000-Buchenwald-50 | Helmut Friedrich Bergt | SS-Hauptscharführer     | Capo dei lavoratori nel campo di concentramento di Buchenwald        | Assoluzione                                                                            |
| United States vs Werner Alfred Berger et al. – Case 000-Buchenwald-50 | Josef Bresser          | SS-Unterscharführer     | Capo del parco macchine del campo di concentramento di Buchenwald    | Condanna a 15 anni di carcere                                                          |
| United States vs Werner Alfred Berger et al. – Case 000-Buchenwald-50 | Horst Ernst Dittrich   | SS-Hauptscharführer     | Maestro d'armi nel campo di concentramento di Buchenwald             | Carcere a vita                                                                         |
| United States vs Werner Alfred Berger et al. – Case 000-Buchenwald-50 | Wiegand Hillberger     | SS-Hauptscharführer     | Sottufficiale dell'ufficio del comandante del campo                  | Condanna a 20 anni di carcere                                                          |
| United States vs Werner Alfred Berger et al. – Case 000-Buchenwald-50 | Herbert Möckel         | SS-Hauptscharführer     | Capo blocco e istruttore                                             | Condanna a 20 anni di carcere                                                          |